# Wittmund
Wittmund − miasto powiatowe w Niemczech, w kraju związkowym Dolna Saksonia, siedziba powiatu Wittmund.
Przez miasto przebiegają dwie drogi krajowe: B461 i B210.

## Dzielnice
| - Ardorf - Asel - Berdum - Blersum - Burhafe - Buttforde - Carolinensiel | - Eggelingen - Funnix - Hovel - Leerhafe - Uttel - Willen - Wittmund |

## Współpraca
Miejscowość partnerska:
- Barleben, Saksonia-Anhalt